# Мадани, Ахмед Тауфик
Ахмед Тауфик аль-Мадани (1899—1983) — алжирский историк, политик, государственный и общественный деятель, публицист. Один из основателей тунисской националистической партии Дустур (1920).
В 1925 году был выслан из Туниса в Алжир, где в 1931 вошёл в руководство Ассоциации улемов-реформаторов.
В 1956 году, будучи генеральным секретарём указанной Ассоциации, содействовал её присоединению к Фронту национального освобождения Алжира (ФНО).
Был членом руководства ФНО, министром культуры Временного правительства Алжирской Республики в 1958—1959 г., министром по делам культов в 1962—63. Впоследствии отошёл от политической деятельности.
До 1983 г. — главный редактор органа Национального Центра исторических исследований АНДР журнала «Маджаллат аттарих» («Majallat Et-Tarikh»).
Автор ряда поэтических и драматургических произведений. Стремясь в своём творчестве дать алжирскому народу подлинную, а не фальсифицированную картину его героического прошлого, обратился к пропаганде исторической науки. В 1931 года издал «Книгу об Алжире» — свод знаний о родной стране. В 1950 Ахмед Тауфик аль-Мадани выпустил историческую трагедию «Ганнибал», пронизанную героикой битвы за национальную свободу.

## Избранные произведения
- История Северной Африки до ислама / Тарих аль-Ификийя аш-шималийя кабля-ль-Ислам, Алжир, 1927;
- Книга об Алжире. География, история и общество / Китаб аль-Джазаир. Джуграфийя, тарих ва муджтама, Алжир, 1931;
- Мухаммад Осман-паша, дей Алжира, и краткая история османского Алжира / Мухаммед Осман-паша, дей аль-Джазаир, ва муджаз тарих аль-Джазаир аль-османийя, Алжир, 1938;
- Это — Алжир / Хазихи хийя аль-Джазаир, Каир, 1957;
- Мусульмане на острове Сицилия и на юге Италии / аль-Муслимуна фи-ль-Джазира ас-Сикилийя ва фи джануб аль-Италийя, Алжир, 1964;
- Трехсотлетняя война 1492—1792 гг. / Харб саласмиа сана 1492—1792, Алжир, 1976;
- Жизнь в борьбе / Хайнту кифахи, т 1—4. Алжир, 1973—1983.